# Nias (Regierungsbezirk)
Nias ist ein indonesischer Regierungsbezirk (Kabupaten) auf der Insel Nias in der indonesischen Provinz Sumatra Utara. Mitte 2023 leben hier 146.550 Menschen – 71.727 bzw. 48,94 % Männer und 74.823 bzw. 51,06 % Frauen. Der Regierungssitz des Kabupaten Nias ist Gido. Bei seiner Gründung 1956 umfasste der Regierungsbezirk Nias die komplette Insel, zwischen 2003 und 2008 wurde er letztendlich in vier Regierungsbezirke und eine autonome Stadt geteilt.

## Geographie
Nias liegt im Osten der Insel Nias, die westlich von Sumatra im Indischen Ozean liegt. Der Bezirk erstreckt sich zwischen dem Meeresspiegel und 800 Metern Höhenlage (im südwestlichen Kecamatan Ulugawo) zwischen 0°53′1,5″ und 1°17′16,6″ n. Br. sowie zwischen 97°29′0,7″ und 97°58′29″ ö. L. Er grenzt im Norden an die autonome Stadt Kota Gunungsitoli, im Nordwesten an den Kabupaten Nias Utara, im Westen an Nias Barat sowie im Süden an Nias Selatan. Im Osten bildet die Küste des Indischen Ozeans eine natürlich Grenze, zum südlichsten Kecamatan Bawolato gehören noch zwei Inseln.

### Wetter und Klima
In Nias Utara herrscht, wie in ganz Indonesien tropisches Regenwaldklima (feuchttropisches Klima), es gibt eine trockene Jahreszeit und die Regenzeit. Der Mai des Jahres 2020 war mit 20,5 °C der kälteste Monat, der März mit 35,6 °C der wärmste – errechneter Durchschnittswert für 2020 war 33,8 °C. Die Luftfeuchtigkeit lag im Bereich von 49 bis zum Maximum von 100 Prozent. Der Februar war der trockenste Monat, während der Höchstwert in sieben Monaten erreicht wurde. Regen fiel im Februar an nur 14 Tagen (124 mm), der September brachte an 18 Tagen 382 mm Niederschlag, der Januar hatte 30 Regentage. Am wenigsten schien im November bzw. Dezember (je 40 %) die Sonne, am meisten im Februar (74 %), das (errechnete) Mittelmaß lag bei 51,6 % für das gesamte Jahr 2020.

## Verwaltungsgliederung
Administrativ unterteilt sich der Kabupaten Nias in zehn Distrikte (indonesisch Kecamatan). Die Anzahl der Dörfer (indonesisch Desa) hat sich in den letzten zehn Jahren stark erhöht, 2011 gab es nur 119 Dörfer, momentan sind es 170. Sie gliedern sich in 544 Orte oder Weiler (indonesisch Dusun), im Kecamatan Bawolato bestehen die meisten davon, 100. Als letzter Kecamatan wurde Sogaeadu (mit elf Dörfern) vom Kecamatan Gido abgetrennt (Regionalanweisung PERDA 3/2012). 
| Code 1   | Kecamatan Distrikt | Ibu Kota Verwaltungssitz | Fläche (km²) | Einw. 2010 2 | Volkszählung 2020 | Volkszählung 2020 | Volkszählung 2020 | Anzahl der Desa |
| Code 1   | Kecamatan Distrikt | Ibu Kota Verwaltungssitz | Fläche (km²) | Einw. 2010 2 | Einw. 3           | 0Dichte 40        | Sex Ratio 5       | Anzahl der Desa |
| -------- | ------------------ | ------------------------ | ------------ | ------------ | ----------------- | ----------------- | ----------------- | --------------- |
| 12.04.05 | Hiliduho           | Hiliduho                 | 65,08        | 9.126        | 9.830             | 151,0             | 96,52             | 16              |
| 12.04.06 | Gido               | Hiliweto                 | 110,06       | 31.660       | 23.326            | 211,9             | 98,57             | 21              |
| 12.04.10 | Idanogawo          | Tetehosi                 | 138,66       | 25.675       | 26.967            | 194,5             | 97,59             | 28              |
| 12.04.11 | Bawolato           | Sisarahili Bawolato      | 204,46       | 22.965       | 25.113            | 122,8             | 97,20             | 25              |
| 12.04.20 | Hiliserangkai00    | Dahadano Botombawo00     | 61,92        | 7.583        | 12.676            | 204,7             | 91,34             | 15              |
| 12.04.21 | Botomuzoi          | Hiliwaele I              | 59,98        | 9.042        | 9.678             | 161,4             | 90,89             | 18              |
| 12.04.27 | Ulugawo            | Holi                     | 65,97        | 9.740        | 10.191            | 154,5             | 96,78             | 14              |
| 12.04.28 | Mau                | Lasara Siwalubanua       | 61,19        | 9.424        | 10.584            | 173,0             | 88,36             | 11              |
| 12.04.29 | Somolo-molo        | Somolo-molo              | 44,85        | 6.162        | 6.558             | 146,2             | 91,20             | 11              |
| 12.04.35 | Sogaeadu           | Sogaeadu                 | 41,27        | 0            | 11.749            | 284,7             | 98,09             | 11              |
| 12.04    | Kab. Nias          | Kab. Nias                | 853,44       | 131.377      | 146.672           | 171,9             | 95,60             | 170             |

## Demographie
Zur siebten Volkszählung im September 2020 (indonesisch Sensus Penduduk – SP2020) lebten in Nias 146.672 Menschen, davon 74.986 Frauen (51,12 %) und 71.686 Männer (48,88 %). Gegenüber dem letzten Zensus (2010) sank der Frauenanteil um 0,12 % (67.320 Frauen ÷ 64.057 Männer).
2020 war die Mehrheit der Einwohner Christen. Der Anteil der Muslime lag bei 1,08 Prozent, deren höchster Anteil war mit 830 Personen im Kec. Idanogawo. Christen gab es im gleichen Jahr 138.523, 86 Prozent davon waren Protestanten (119.225). Sie verfügten über 520 Kirchen (114 davon im Kec. Gido). Die 19.298 Katholiken hatten insgesamt 74 Kirchen, 15 ebenfalls im Kecamatan Gido. Zehn Moscheen gab es im gesamten Bezirk, hingegen gab es in fünf der zehn Kecamatan keine Muslime: Ulugawo, Ma'u, Somolo-molo, Hiliduho und Hiliserangkai.

### Soziale Daten 2020
| Merkmal                                                            | Kabupaten | 0Provinz Sumatra Utara0 |
| ------------------------------------------------------------------ | --------- | ----------------------- |
| Bev. unterh. der Armutsgrenze (Tsd.)0                              | 23,12     | 1.283,29                |
| Anteil der „armen Bevölkerung“ (indonesisch Penduduk miskin) (%)00 | 16,60     | 008,75                  |
| Arbeitslosenrate (%)                                               | 03,49     | 006,91                  |
| Lebenserwartung (in Jahren)                                        | 69,75     | 069,10                  |
| HDI-Index                                                          | 61,93     | 071,77                  |
| Analphabetenrate (in %, ≥ 10 J.)                                   | 09,83 1   | 000,84                  |
| Abhängigenquotient (%)                                             | 54,15     | 048,32                  |
| Anteil der Altersgruppen                                           | 0Real0    | 0Prozentual0            |
| Kinder (<15 J.)                                                    | 45.3660   | 030,93                  |
| arbeitsfähige Bevölkerung (15–64 J.)                               | 95.1500   | 064,87                  |
| Rentner und Pensionäre (>65 J.)                                    | 06.1560   | 004,20                  |

### Aktuelle Bevölkerungsdaten vom Jahresende 2022
Nachfolgende Tabelle gibt den Einwohnerstand per 31. Dezember 2022 wieder.
| Kecamatan        | Fläche km² | Einwohner gesamt | Männer | Frauen | Dichte Einw. je km² | Sex Ratio (100 M/F) |
| ---------------- | ---------- | ---------------- | ------ | ------ | ------------------- | ------------------- |
| Hiliduho         | 67,02      | 9.891            | 4.825  | 5.066  | 147,6               | 95,24               |
| Gido             | 71,24      | 23.749           | 11.729 | 12.020 | 333,4               | 97,58               |
| Idanogawo        | 142,16     | 27.031           | 13.377 | 13.654 | 190,1               | 97,97               |
| Bawolato         | 193,94     | 25.037           | 12.415 | 12.622 | 129,1               | 98,36               |
| Hiliserangkai000 | 36,60      | 12.532           | 5.991  | 6.541  | 342,4               | 91,59               |
| Botomuzoi        | 70,19      | 9.561            | 4.636  | 4.925  | 136,2               | 94,13               |
| Ulugawo          | 68,41      | 9.964            | 4.920  | 5.044  | 145,7               | 97,54               |
| Ma'u             | 27,61      | 10.255           | 4.866  | 5.389  | 371,4               | 90,30               |
| Somolo-Molo      | 32,88      | 6.450            | 3.083  | 3.367  | 196,2               | 91,57               |
| Sogaeadu         | 97,38      | 11.490           | 5.652  | 5.838  | 118,0               | 96,81               |
| Kab. Nias        | 807,43     | 145.960 1        | 71.494 | 74.466 | 180,8               | 96,01               |

## Geschichte
Mit dem Gesetz Nr. 7 wurden 1956 in der Provinz Sumatra Utara 17 Kabupaten gebildet, darunter Nias mit der damaligen Hauptstadt Gunungsitoli. 2003 wurde zuerst der Kabupaten Nias Selatan (mit 8 Kecamatan) abgetrennt (Gesetz Nr. 9/2003). Durch die Regierungsgesetze Nr. 45 bis 47 folgten im Jahr 2008 vom Kabupaten Nias die zwei neue geschaffenen Regierungsbezirke Nias Utara (mit 11 Kecamatan) und Nias Barat (mit 8 Kecamatan) sowie die autonome Stadt (indonesisch Kota) Gunungsitoli (aus 6 Kecamatan gebildet).